# Szowinizm węglowy

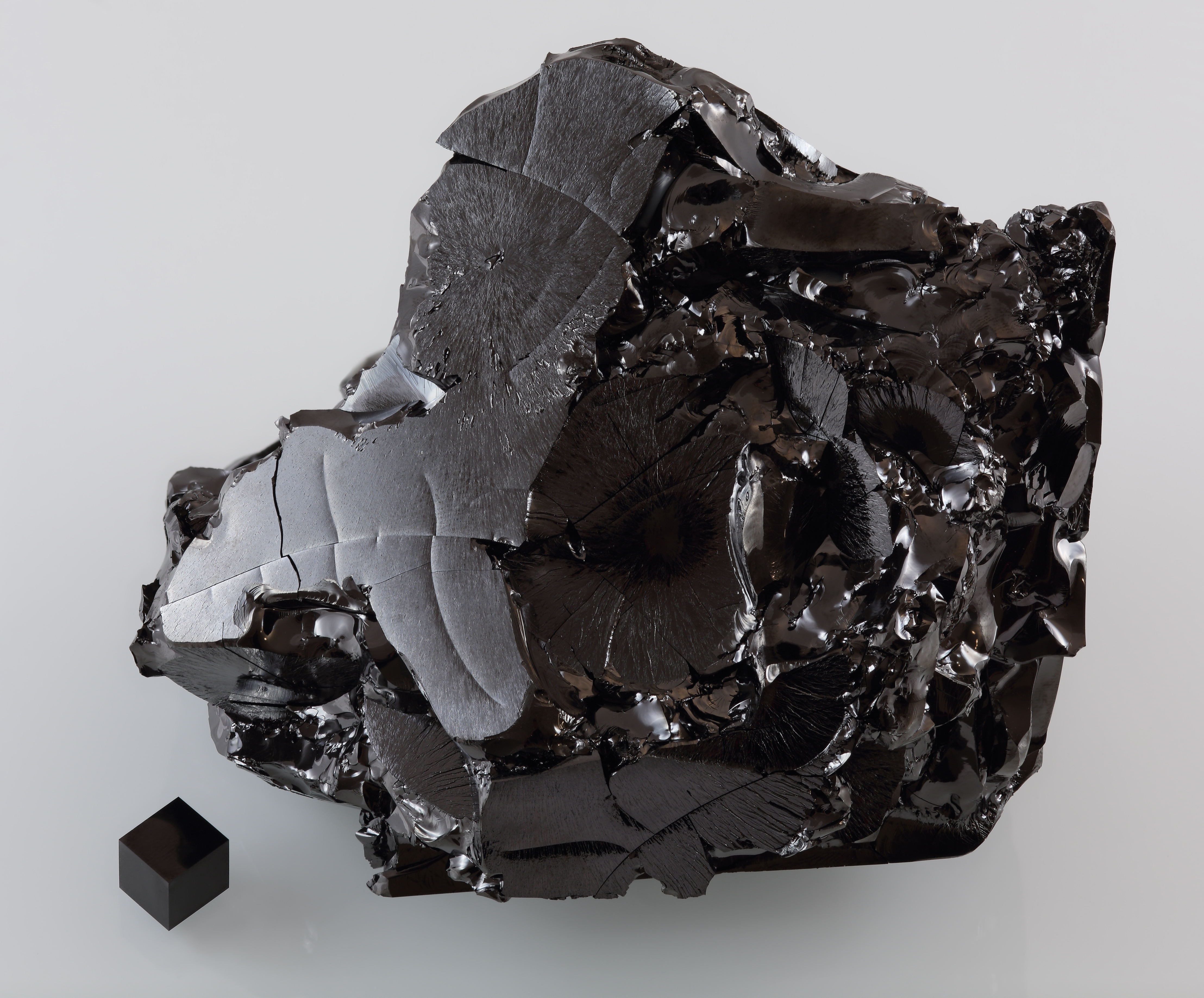
Duża próbka szklistego węgla i znajdujący się w pobliżu sześcian grafitowy o powierzchni 1 cm3

Szowinizm węglowy – termin wprowadzony przez Carla Sagana opisujący egocentryczną stronniczość, jakoby węgiel był niezbędny do istnienia życia tylko przez fakt, że ludzie są istotami opartymi na węglu.
Określenie szowinizmu węglowego jest również używane do krytyki idei, że sztuczna inteligencja teoretycznie nie może być świadoma ani prawdziwie inteligentna, ponieważ leżąca u jej podstaw materia nie jest biologiczna. Termin ten jest używany przez transhumanistów w celu wyrażenia sprzeciwu wobec powszechnie przyjętego poglądu, że życie ma z natury wyższą wartość moralną niż hipotetyczna sztuczna świadomość.